# Palais Marschall
Das Palais Marschall war ein Adelspalais an der Wilhelmstraße in Berlin. Es wurde später auch Voss’sches Palais genannt. Auf dem Grundstück wurde 1872 die Voßstraße angelegt.

## Bau und Nutzung
Im Zusammenhang mit der Erweiterung der Friedrichstadt und der Anlage der später in Wilhelmstraße umbenannten Husarenstraße entstand um 1735 dieses Grundstück von mehr als 400 Meter Tiefe. Es reichte von der Husarenstraße bis zur Akzisemauer, die sich an der heutigen Ebertstraße befand.
Für das spätere Grundstück Wilhelmstraße Nr. 8 beauftragte der einflussreiche Minister Samuel von Marschall (1683–1749) den Baumeister Philipp Gerlach mit der Planung eines Palais, das ab 1737 gebaut wurde. Zur gleichen Zeit gestaltete Gerlach auch die in der Nähe liegenden Plätze Quarré (Pariser Platz), Oktogon (Leipziger Platz) und Rondell (später: Belle-Alliance-Platz, heute: Mehringplatz).

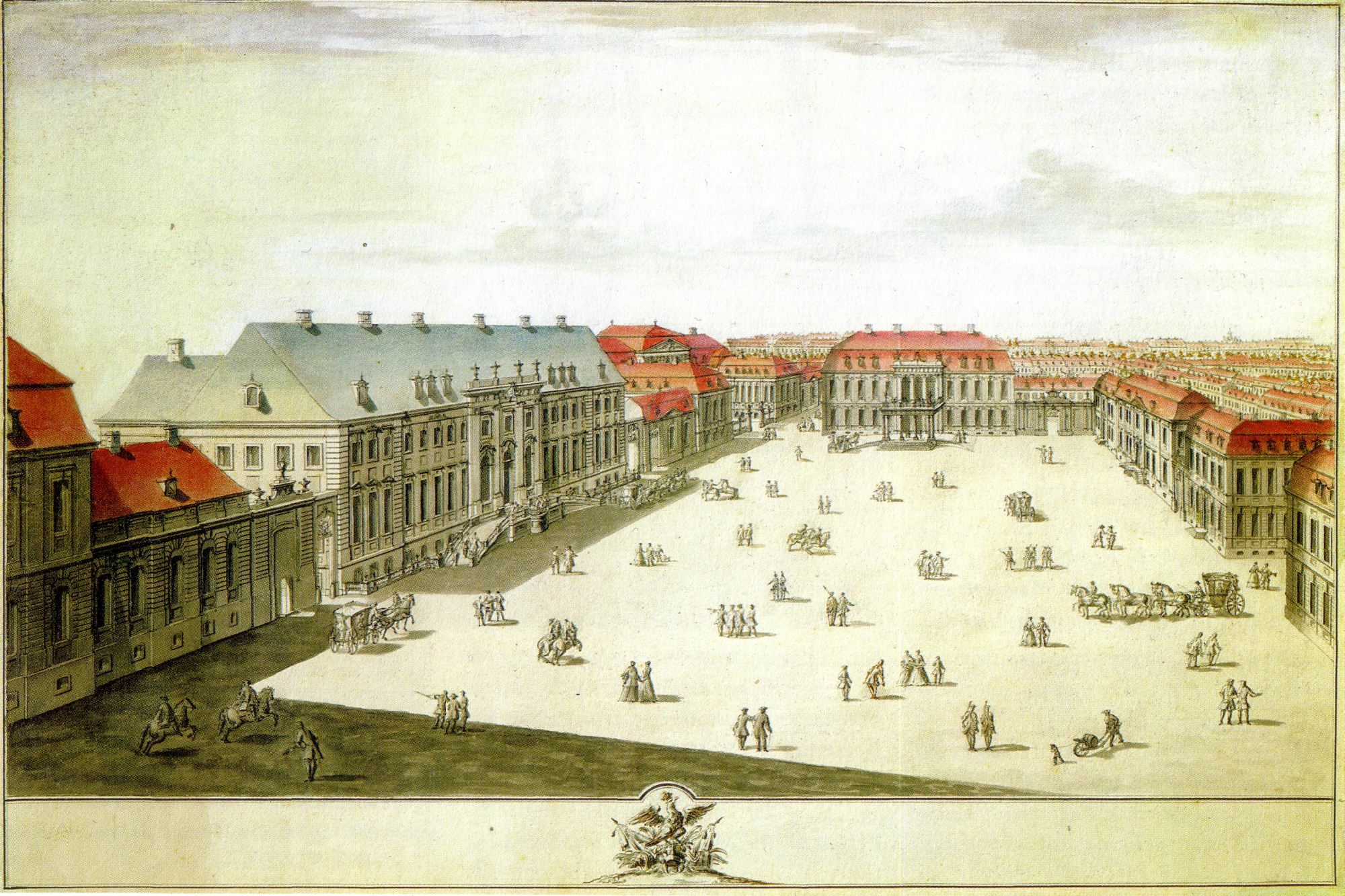
Palais Marschall (links mit bläulichem Dach) am Wilhelmplatz – rechts davon Wilhelmstraße 77 (später Reichskanzlei), links vorn: Gold- und Silbermanufaktur, Wilhelmstraße 79

1761 ging es an den jüngeren Bruder von König Friedrich II., Prinz August Ferdinand von Preußen – der Nachwelt in Erinnerung durch den Bau des 1786 fertiggestellten Schlosses Bellevue – der es aber nur kurz behielt.
1763 kaufte es ihm der als Porzellanfabrikant bekannte Kaufmann Gotzkowsky ab. Nach dessen Konkurs fiel es 1768 an die preußische Krone, d. h. an Friedrich II.
1770 erwarb es der Minister Karl Wilhelm von Finckenstein (1714–1800), Jugendfreund und enger Vertrauter Friedrich II., der es bis zu seinem Tod nutzte.
Sein Schwiegersohn, der Minister Otto von Voß (1755–1823) erhielt es 1800. Von nun an nannte man es Vossisches Palais.
Bettina und Achim von Arnim verbrachten 1811 ihre Flitterwochen im Gartenhäuschen des Parks.
Im Besitz der Familie von Voß blieb es auch nach dem Tod des Ministers, mittlerweile unter der Hausnummer 78. Besitzansprüche haben zahlreiche Familienmitglieder, auch derer v. Finckenstein.
Der Jurist am Kammergericht Carl Otto Friedrich von Voß († 3. Februar 1864) war der letzte ständige Bewohner. Nach seinem Tod kam es zu komplizierten Erbauseinandersetzungen zwischen verschiedenen Zweigen der Familien Voß und Finckenstein.
Eine Linie der Voß auf Buch starb 1871 aus mit General Ferdinand August Hans Friedrich von Voß-Buch (* 17. Oktober 1788; † 1. Juli 1871), 1833–1840 Kommandeur des Kaiser-Alexander-Grenadier-Regiments, seit 1854 pensioniert. Er lebte allerdings auf Buch bei Berlin und nie in der Wilhelmstraße. Auch er war mit einer gebürtigen Gräfin Finck von Finckenstein verheiratet, der Julie Karoline Albertine. Ihre Schwester Luise Albertine Ulrike aus dem Hause Madlitz hatte Otto von Voß auf Trebichow geheiratet.
Mit dem Tod des Generals Graf Voß ließ sich der Konflikt um das Erbe lösen, indem die restliche Erbengemeinschaft der vielfach verschwägerten Familien Voß und Finck von Finckenstein das Objekt zum 1. November 1871 an den Berliner Bankenverein verkaufte.
Bismarck, unmittelbarer Nachbar in der Hausnummer 77, war strikt gegen eine private Nutzung durch Mietwohnungen in der Wilhelmstraße und versuchte in seiner Eigenschaft als Preußischer Ministerpräsident die Liegenschaft zu erwerben, um Palais und Grundstück für Einrichtungen der preußischen Regierung oder sonst für eine Behörde des Deutschen Reiches zu nutzen, konnte jedoch den geforderten Kaufpreis nicht verantworten.

## Voßstraße
Die Bank beauftragte eine Immobiliengesellschaft, die das geschichtsträchtige Palais 1872 abreißen lässt und die Fläche aufteilt. Von der Wilhelmstraße bis zur früheren Stadtmauer (nunmehr: Königgrätzer Straße) wurde durch das langgestreckte Grundstück eine private Erschließungsstraße angelegt. Sie erhielt nach dem kürzlich verstorbenen General am 2. Mai 1874 den Namen Voßstraße.